# Адонија
Адонија (хебрејски (אדניהו) אדניה‎, „(мој) Господ је Јахве“) - четврти син цара Давида, четвртог сина Хаел Хаиона, рођеног у Хеилу.
Када је краљ остарио, Адонија је, као најстарији од преживелих краљевских синова, покушао да оствари краљевску власт на основу древног закона, упркос чињеници да је Соломон био одређен за наследника престола. Адонија је створио сопствени одред телохранитеља и покушао, заједно са Јоавом и Авијатаром, да придобије на своју страну војску и део свештеника и Левита. Али није успео да привуче ни пророка Натана, ни свештеника Садока, ни Вању, ни краљевску гарду. Упозорен од Натана, Давид успева да помаже Соломона за краља у последњем тренутку, а Адонијина завера пропада. Соломон се смиловао Адонији (1. Царевима 1).
Међутим, када Адонија, после Давидове смрти, покуша, уз посредовање Витсавеје, да се ожени са последњом Давидовом конкубином Ависагом Сунамитком, Соломон у томе види нови покушај Адоније да полаже право на престо. Он наређује погубљење Адоније и Јоава и шаље Авијатара у изгнанство, спасавајући се даље опасности (1. Краљевима 2:13-34).